# Kłusownictwo

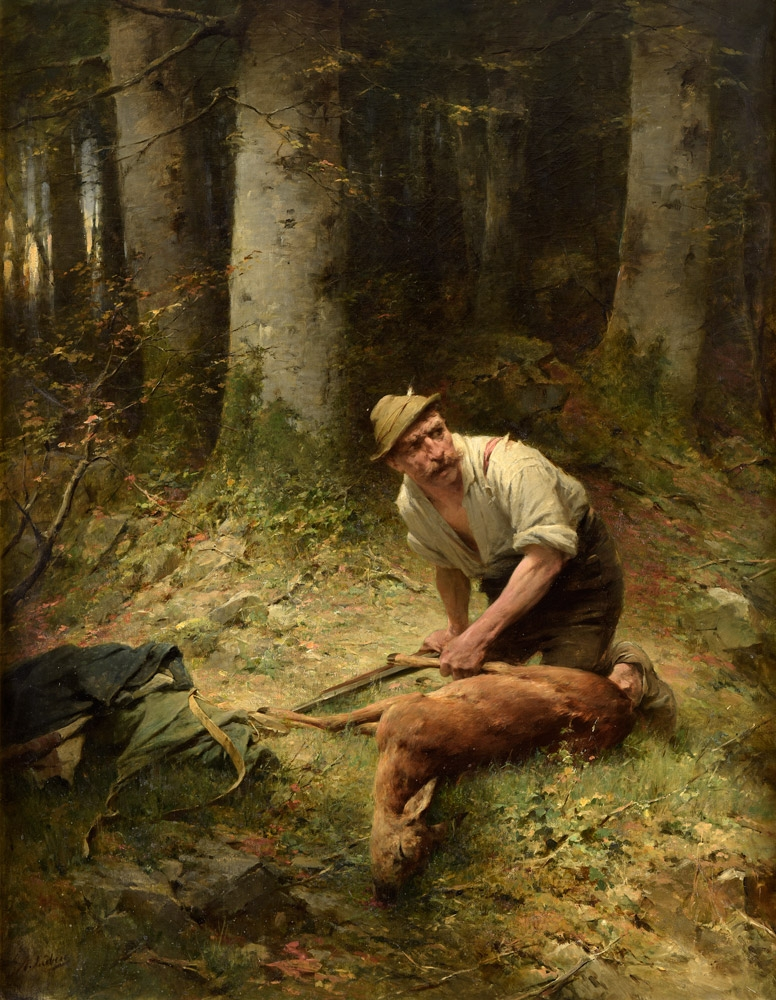
Kłusownik, obraz autorstwa Adolfa Lübena (1898)

Kłusownictwo – zabijanie, chwytanie lub ściganie zwierzyny oraz łowienie ryb z naruszeniem obowiązującego prawa, bez wymaganych uprawnień, w niedozwolony prawem sposób, a także w niedozwolonym czasie lub miejscu.
Nielegalne działania przeciwko roślinności określa się mianem szkodnictwa leśnego.

## Kłusownictwo wodne

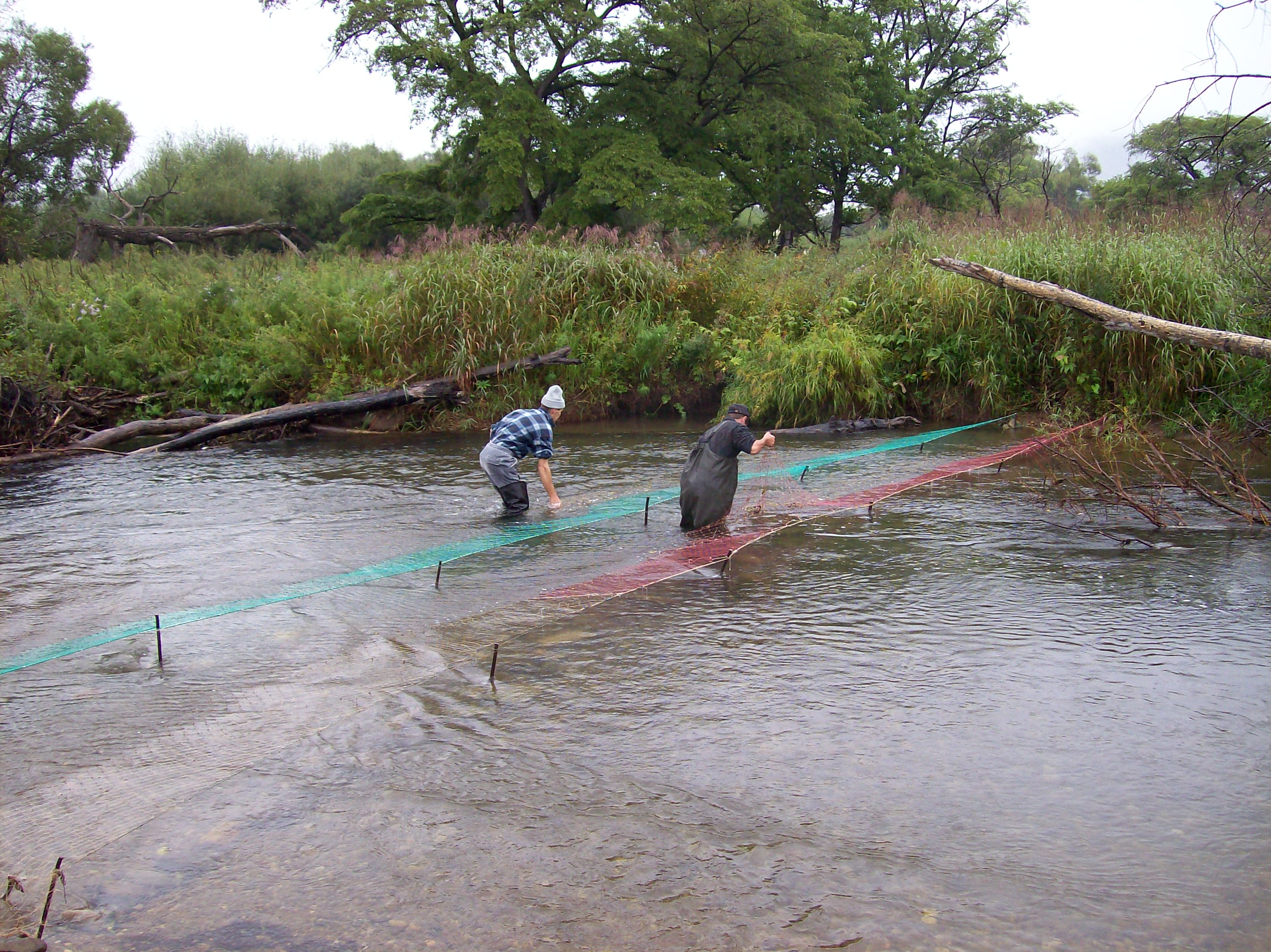
Nielegalny połów łososi w Rosji

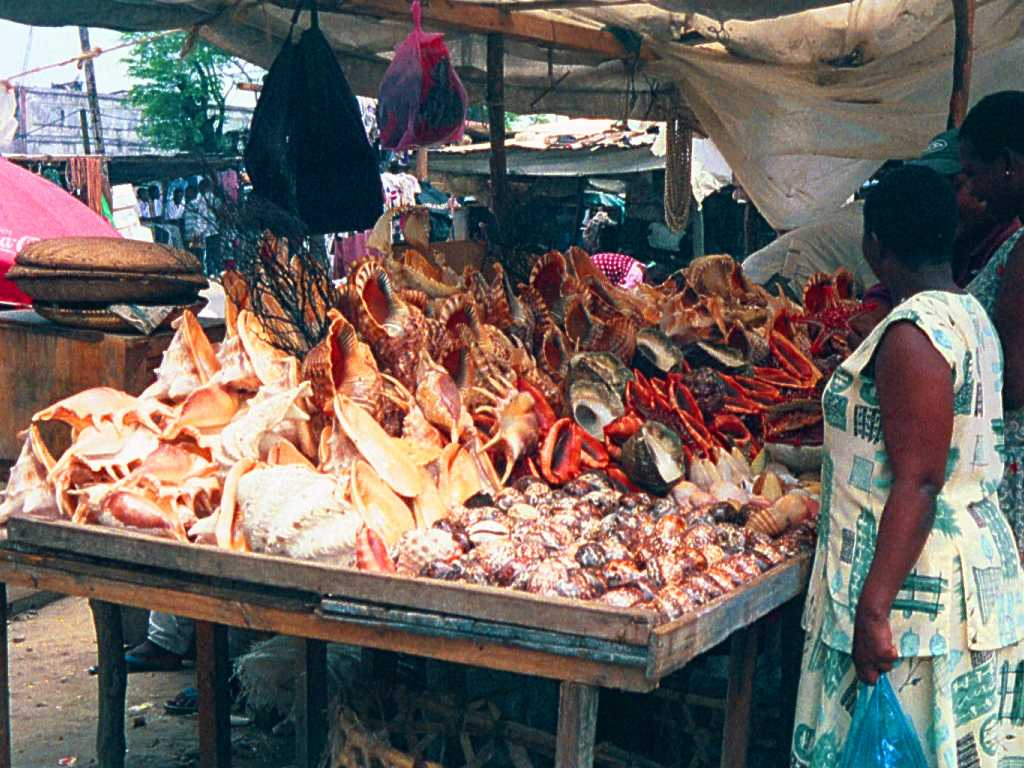
Muszle dla turystów – rabunkowa eksploatacja przyczynia się do ginięcia kolejnych gatunków (Tanzania)

Zakres działań kłusowniczych w stosunku do zwierząt wodnych wynika z dość szczegółowego prawa wędkarskiego oraz umów międzynarodowych dotyczących rybołówstwa. Działania naruszające przepisy regulujące te kwestie są określane jako kłusownictwo. Nie sposób wymienić wszystkich przypadków.
Do najczęściej spotykanych działań kłusowniczych należą:
- łowienie ryb bez wymaganych uprawnień i dokumentów upoważniających do połowu (karta wędkarska) oraz brak lub fałszowanie wymaganej dokumentacji,
- łowienie niezgodne ze sztuką: wędkarz może np. łowić tylko na dwie gruntówki, większa liczba wędek jest niedopuszczalna (100–200 zł kary za każdą kolejną wędkę), w wędkarstwie podlodowym limitowaniu podlega długość kija,
- używanie do połowu nieodpowiednich i niedopuszczalnych narzędzi: stosowanie sieci ze zbyt małymi oczkami, saków, bębenków rybackich (nie dotyczy zarejestrowanej działalności rybołówczej), ościeni, zabijanie prądem elektrycznym, materiałami wybuchowymi itp.,
- łowienie ryb niewymiarowych, chronionych (niepodlegających połowom) lub w okresie ochronnym,
- łowienie ryb w niedozwolonym miejscu: na obszarze chronionym lub w miejscu zabronionym, np. na jazie lub przepławce – dotyczy ryb łososiowatych (połów w cudzym stawie jest także kradzieżą).

Liczne są także przykłady kłusownictwa międzynarodowego:
- łowienie na łowisku innego kraju – wtedy taki połów nie jest uwzględniany w szacunkach wydajności łowiska i łatwo może dojść do przełowienia,
- nieprzestrzeganie limitów połowów na określone gatunki ryb. Unia Europejska w celu ochrony gatunku, dla państw swoich członków określiła wymiar ochronny oraz limity ilościowe połowu dorsza. Kontrole unijne wykazały naruszanie tych postanowień przez polskich rybaków. W latach 2005–2006 obniżali oni regularnie deklarowane przez siebie ilości łowionych ryb w Bałtyku o prawie 50%[1][2].

Kłusownictwo wodne nie musi dotyczyć wyłącznie ryb. Japonia, mimo oficjalnej rezygnacji z poławiania wielorybów (1986 r.), regularnie wysyła na morza swoje statki wielorybnicze. Pod pozorem badań naukowych corocznie odławia ok. 1000 wielorybów, w tym skrajnie zagrożone humbaki. Połowy w rzeczywistości odbywają się w celach kulinarnych (mięso wieloryba to przysmak Japończyków) oraz do przerobu na karmę dla zwierząt domowych.

## Kłusownictwo lądowe

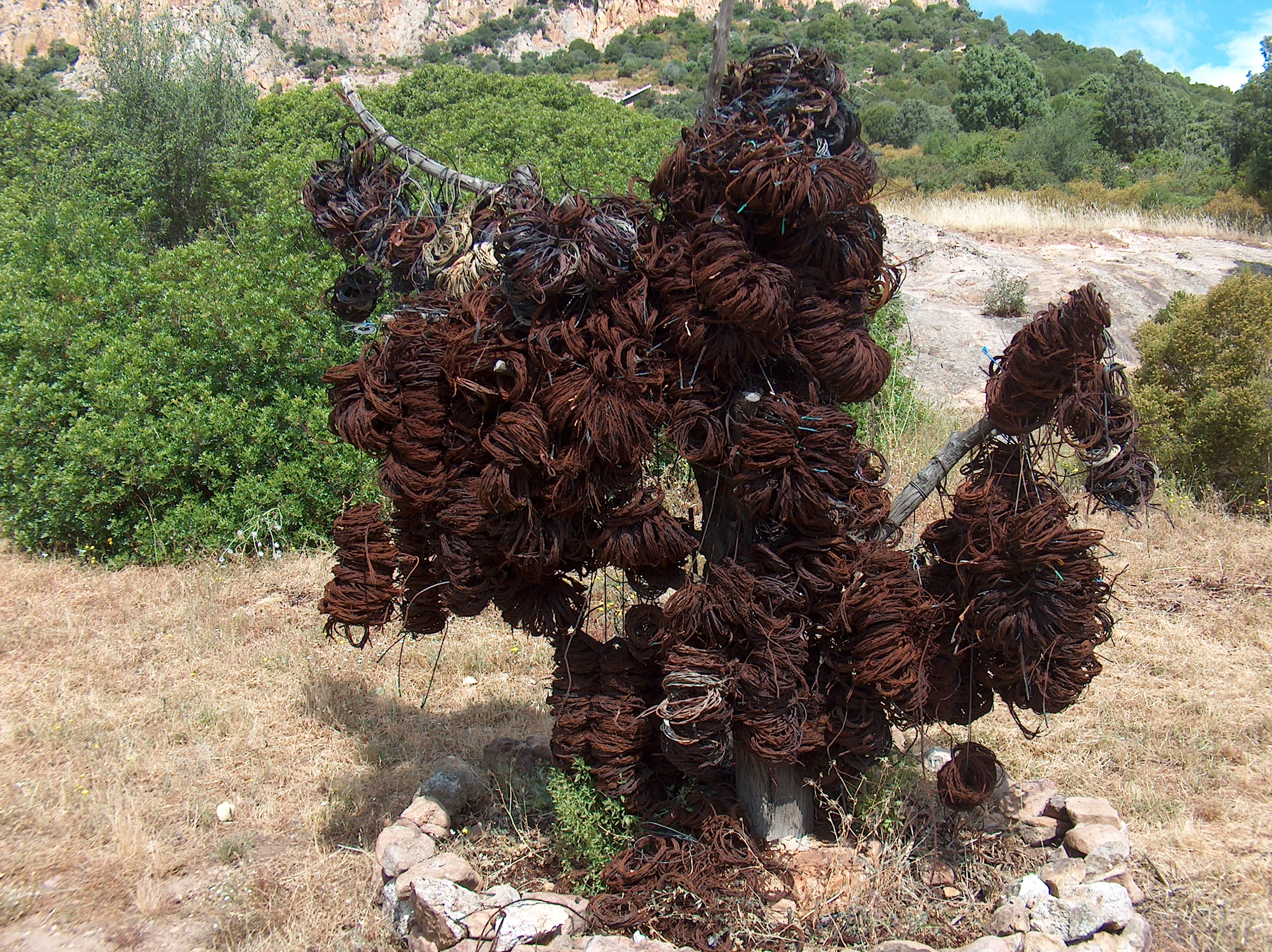
Unieszkodliwione sidła do łapania dzików i jeleni (Sardynia)

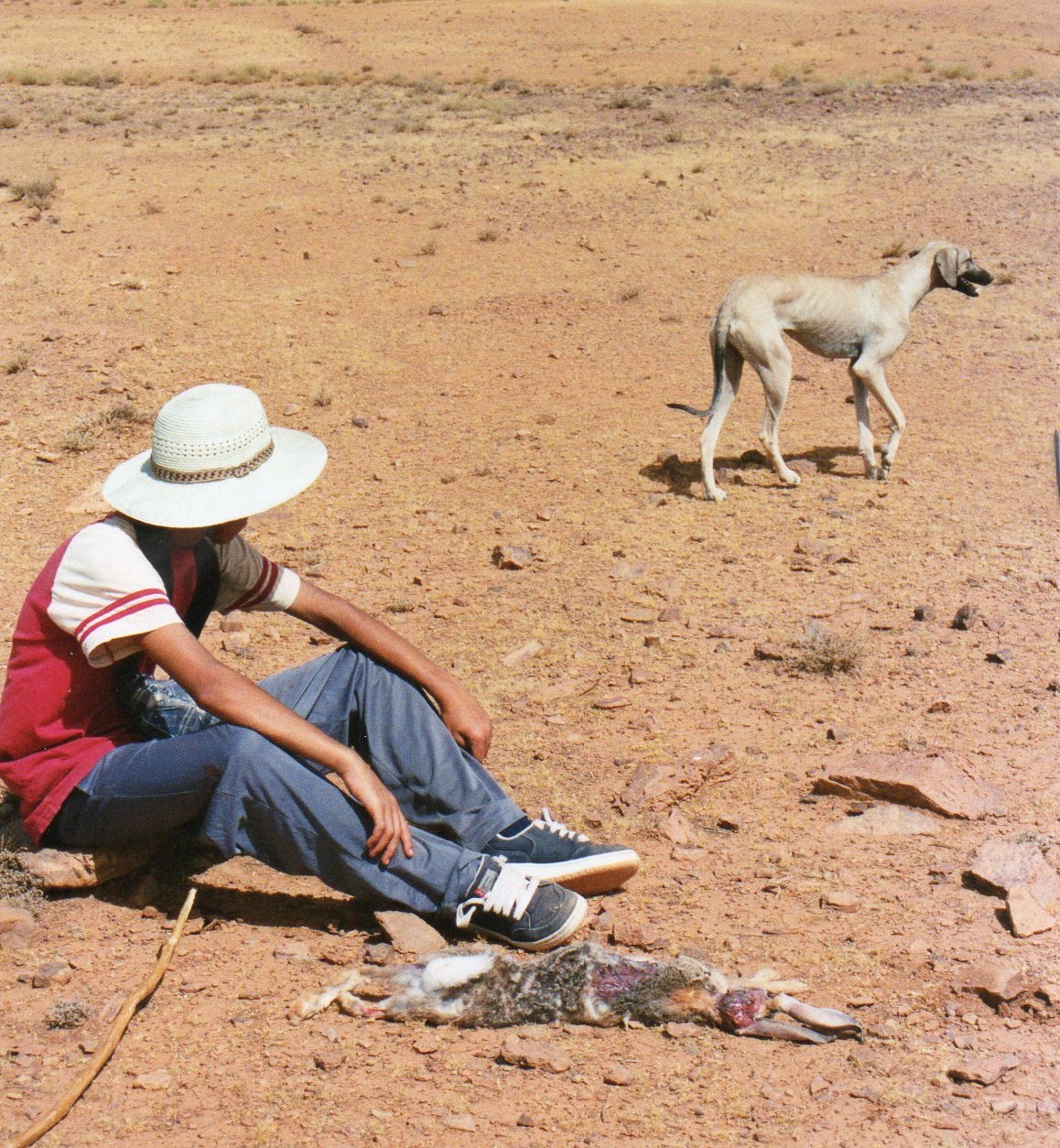
Nielegalne polowanie na króliki z użyciem charta arabskiego – Sloughi (Maroko)

Kłusownictwo lądowe dotyczy głównie ssaków i ptaków łownych, natomiast zasady legalnego polowania określa prawo łowieckie, stąd też większość przypadków kłusownictwa polega na jego nieprzestrzeganiu.
Typowe wykroczenia popełniane w ramach kłusownictwa dokonywanego na zwierzętach lądowych:
- polowanie bez przynależności do Polskiego Związku Łowieckiego, bez wymaganych uprawnień i dokumentów (polowanie bez opłacenia prawa odstrzału zwierzyny), niezgłaszanie upolowanej zwierzyny w kole łowieckim (kilkakrotne polowanie na to samo pozwolenie), użycie niezarejestrowanej broni,
- polowanie niezgodne ze sztuką (polowanie przy paśniku, bronią nieodpowiedniego typu i kalibru, np. użycie zakazanej przez polskie prawo łowieckie broni pneumatycznej),
- polowanie podczas obowiązywania okresu ochronnego na dany gatunek,
- użycie sideł, potrzasków, wnyków i innych niedozwolonych narzędzi, powodujących śmierć zwierzęcia w długich męczarniach,
- puszczanie psa luzem (bez kagańca i smyczy) w terenie otwartym (łąka, las),
- różnego rodzaju działalność hobbystyczna typu zbieranie jaj ptasich lub wypychanie zwierząt, zwłaszcza chronionych (nawet jeśli preparator sam nie zabija, to swoją działalnością stwarza popyt).

## Szkodnictwo leśne
Do kategorii szkodnictwa leśnego zalicza się różnego rodzaju i różnej rangi działalność szkodliwą człowieka, często nieuświadamianą i mimowolną. Najwięcej wymiernej szkody przynosi masowa kradzież wszelkiego rodzaju drewna: drewna opałowego do kominków lub pieców oraz drewna jakości przemysłowej (budowlanego). Strata jest tu tym większa, że zazwyczaj wycinane są drzewa nieodpowiedniego gatunku, wieku i nieodpowiedniej jakości (lepszej niż potrzeba). Do tego dochodzi wycinanie jodełek i świerków na choinki. Zwykle wtedy wycina się drzewka starsze (często ścina się „czubek” drzewa 2–3 razy starszego), zamiast z nasadzeń pod liniami elektrycznymi, tnie się z miejsc, gdzie drzewa mają szanse osiągnąć normalny wymiar.
W pewnych okresach lasy przeżywają istny najazd amatorów: jemioły, witek wierzbowych, barwinka, bluszczu, konwalii itp. roślin używanych na stroiki, ozdoby świąteczne, wiosenne. Do tego dochodzi wiejski zwyczaj wykopywania z lasu ładniejszych roślin do domowego ogródka. Taka działalność psuje estetykę okolicy oraz przyczynia się do znikania kolejnych, i tak już rzadkich, roślin.
Lasy coraz częściej są też miejscem składowania śmieci. Zostawione w miejscach odludnych, trudno dostępnych (w zagłębieniach) są kłopotliwe do usunięcia. Psują estetykę, pogarszają warunki zdrowotne miejsca, są przyczyną zatruć i uszkodzeń ciała zwierząt. Zasypane śmieciami zagłębienia terenu uniemożliwiają rozwój płazów.

## Ocena zjawiska
Omówione wyżej przypadki wynikają głównie z braku wyobraźni, lekceważenia prawa i chęci osiągnięcia zysku lub zdobycia trofeów. Wbrew potocznej opinii kłusownicy i szkodnicy nie zaliczają się wyłącznie do osób najuboższych. Zwykle działają z przekonaniem, że zwierzęta są niczyje i dlatego państwo nie może ustalać w stosunku do nich żadnych przepisów, natomiast człowiekowi można z nimi robić co zechce, zwłaszcza że według nich nic nie rozumieją i nie czują.
Agresja kłusownika skierowana jest zwykle do osoby interweniującej. W Polsce walka z kłusownictwem jest utrudniona także ze względu na przepisy prawa. Wprawdzie kłusownictwo jako przestępstwo jest zagrożone od kary grzywny aż do 5 lat pozbawienia wolności, ale kłusownika trzeba schwytać na gorącym uczynku.
Wielu kłusowników dysponuje nowoczesnym sprzętem, np. sztucerami z noktowizorami, telefonami komórkowymi i samochodami terenowymi. Prywatne punkty skupu zwierzyny oraz prywatne restauracje pozwalają łatwo pozbyć się łupu.

## Skala zjawiska
Według Lasów Państwowych w 2005 poniosły one straty wartości 7,4 miliona złotych. Na straty w wyniku kłusownictwa przypada 1,5 miliona zł. Spowodowało je 548 osób (sprawy skierowane do sądu). Ponadto zebrano i zabezpieczono ponad 250 tys. różnego rodzaju narzędzi kłusowniczych.
Straty z tytułu kłusownictwa są zapewne zaniżone. Wynika to z różnej metody postępowania przestępców. Zwierzyny można się pozbyć prawie natychmiast. Drewno, nawet opałowe, musi trochę poleżeć, aby wyschnąć. Lepsze trafia do tartaku, trzeba je składować w suszarni, u stolarza i na budowie. Stwarza to większe szanse wykrycia przestępstwa.
Skala kłusownictwa wodnego również może być znaczna. Przy zastosowaniu odpowiedniej metody połów może być bardzo wydajny.